# Neuenkirchen-Vörden
Neuenkirchen-Vörden (bis 30. September 1993 Neuenkirchen (Oldenburg)) ist eine Gemeinde im südoldenburgischen Landkreis Vechta in Niedersachsen.

## Geografie

### Geografische Lage
Die Gemeinde liegt an den Südwestausläufern der Dammer Berge. Westlich von Neuenkirchen findet sich die Ankumer Höhe mit dem Alfsee. Östlich von Vörden liegt das Große Moor, jenseits davon der Dümmer.

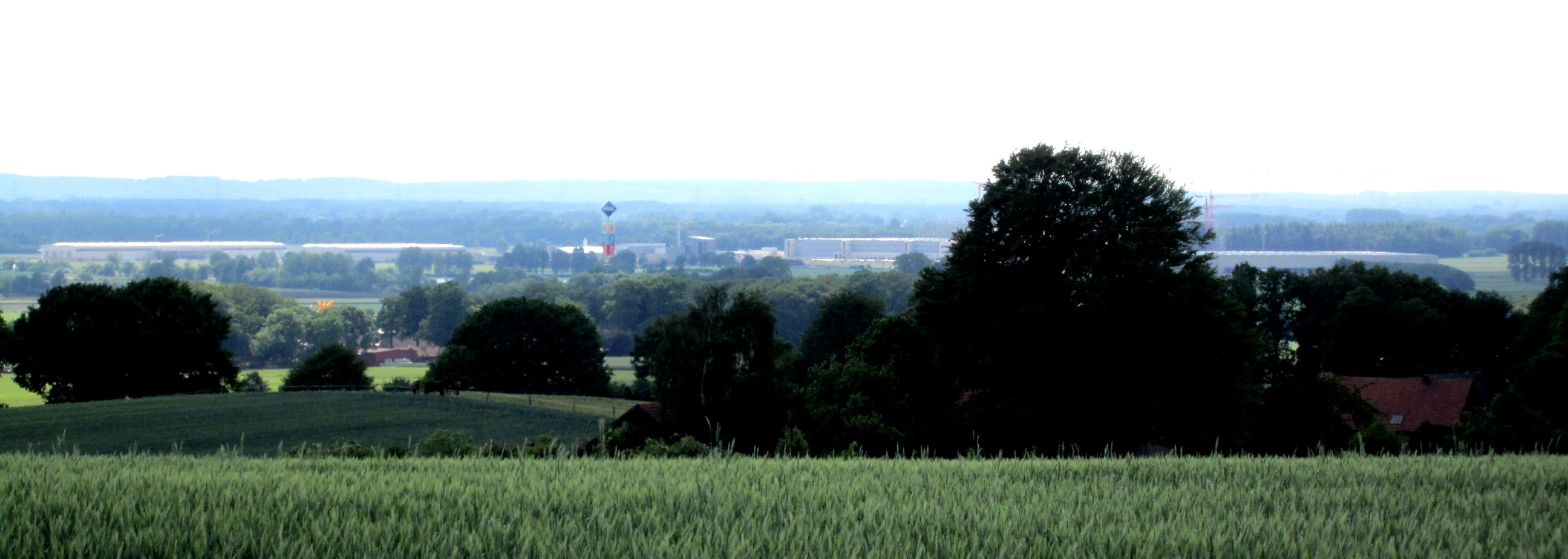
Blick auf den Niedersachsenpark vom Aussichtspunkt Dreesberg

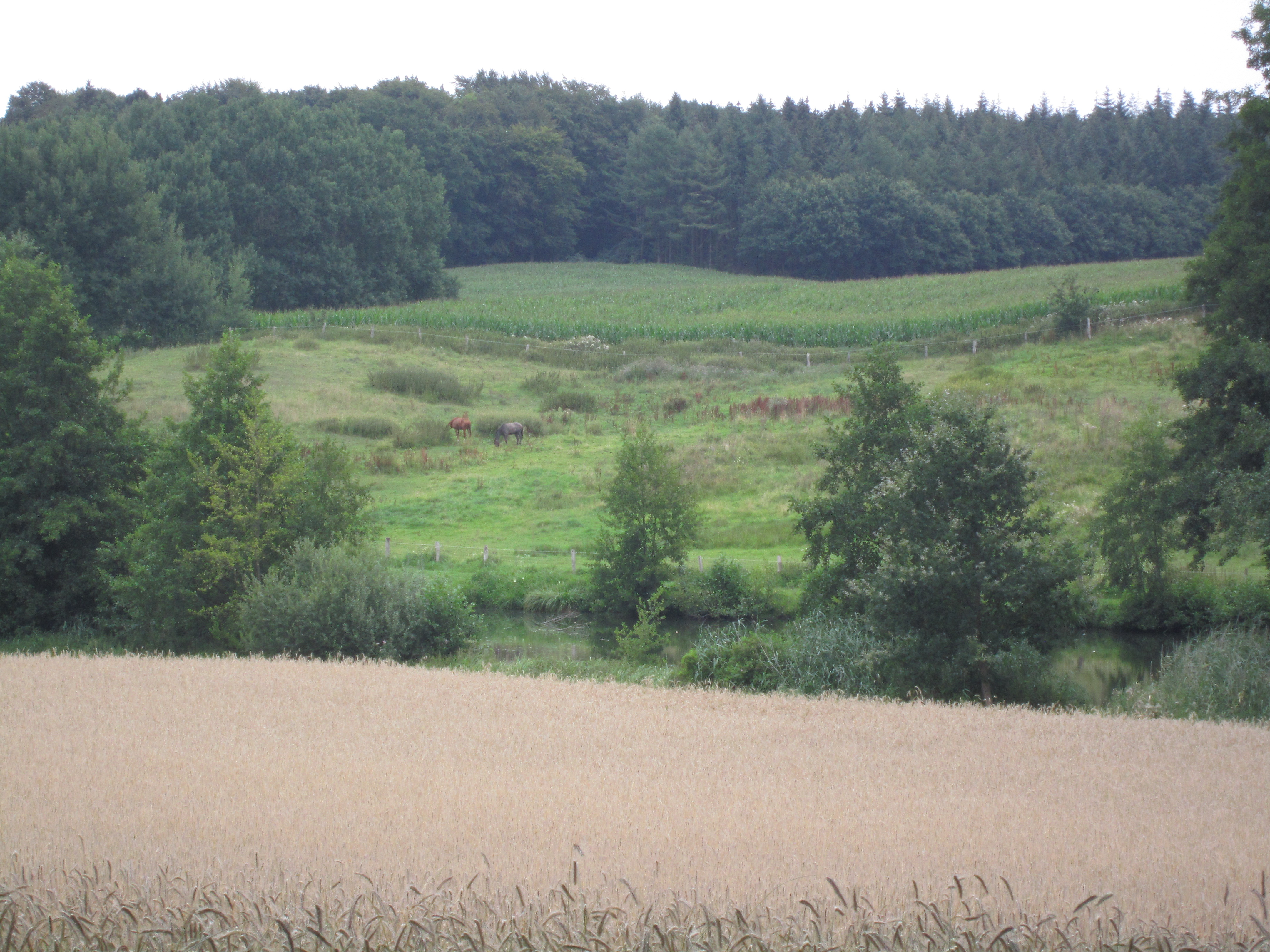
Dammer Berge in Wahlde
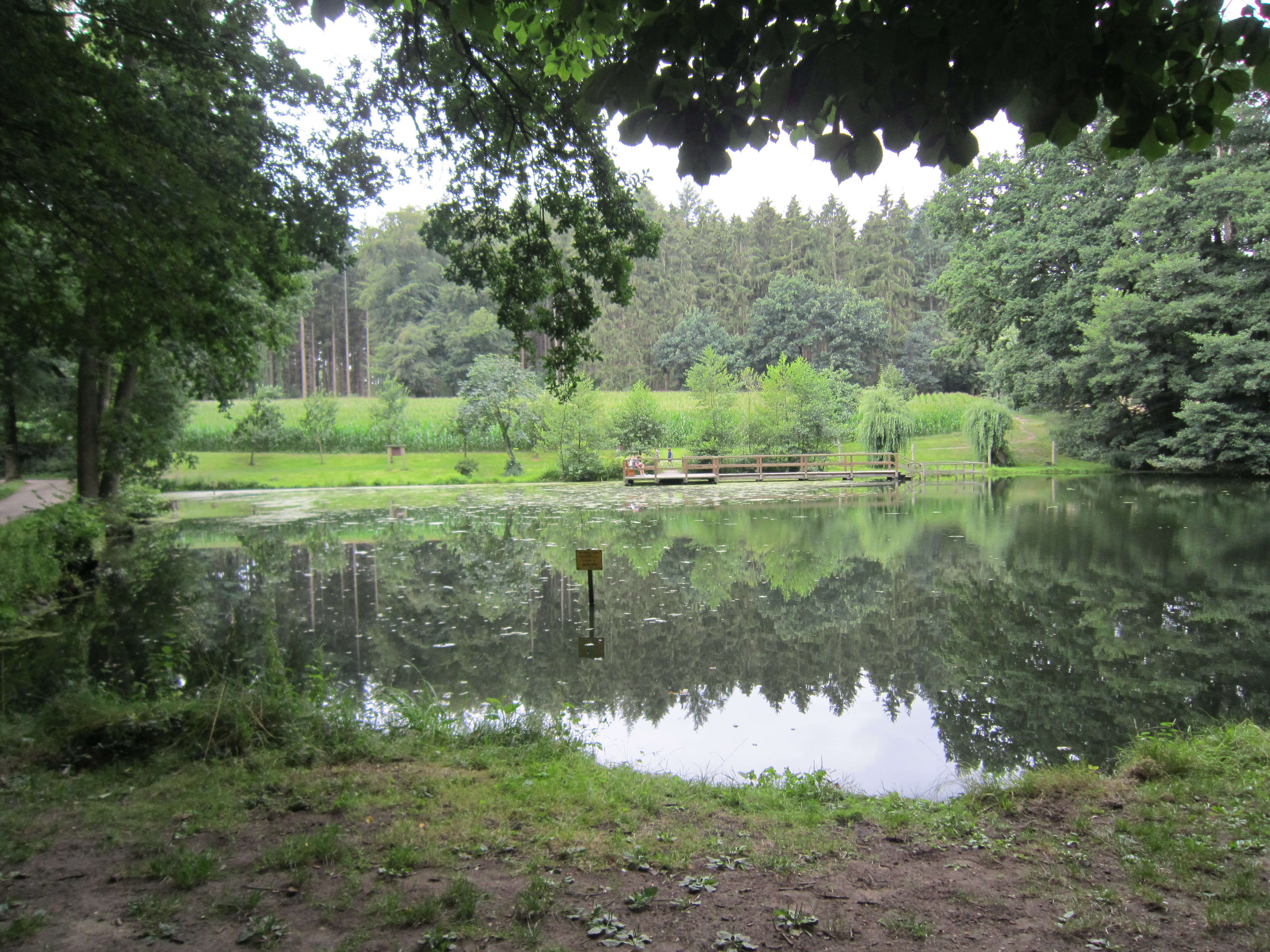
Schwanenteich in Wahlde
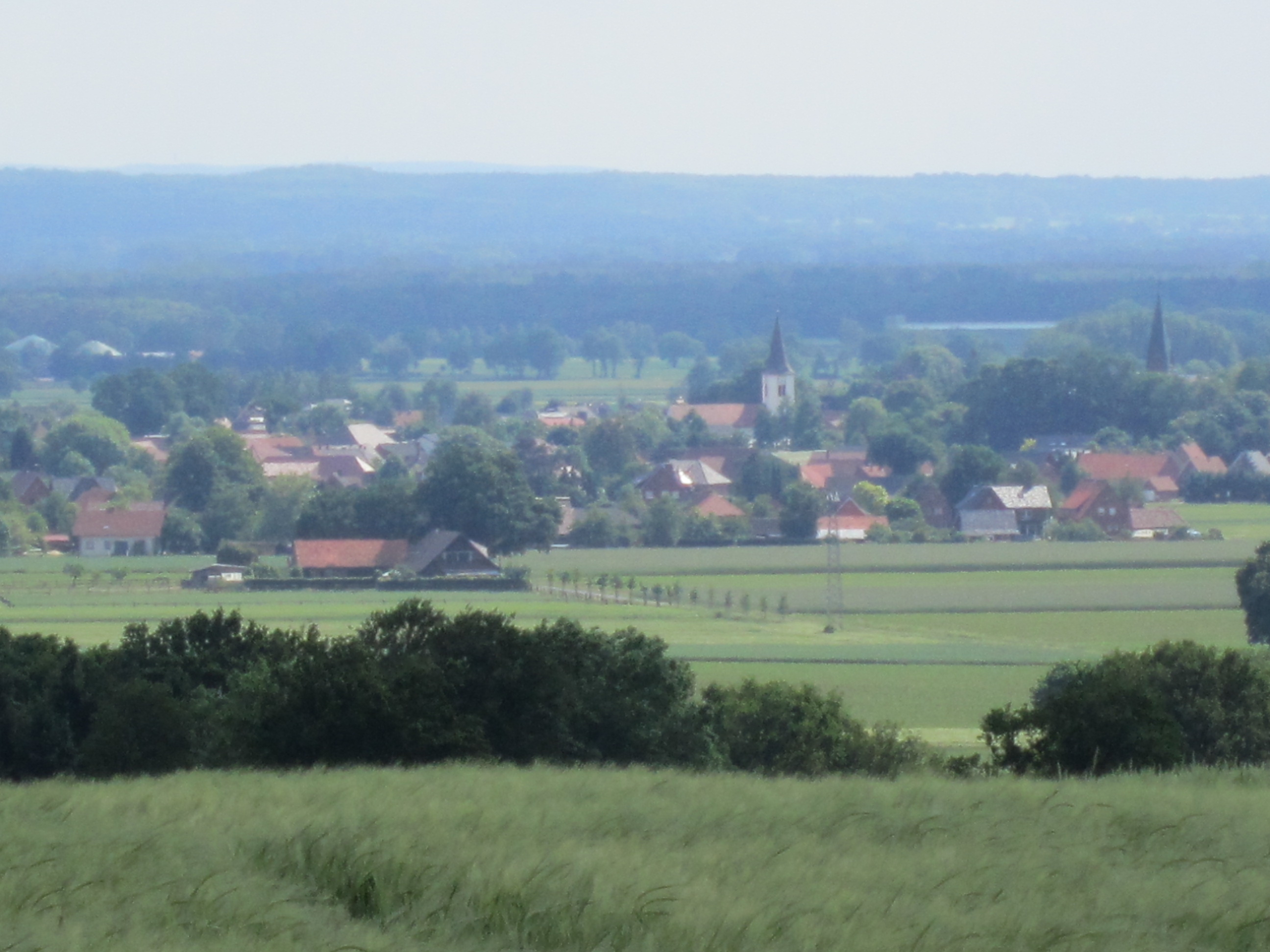
Blick vom Dreesberg über Vörden ins Osnabrücker Land

### Nachbargemeinden
Neuenkirchen-Vörden grenzt im Uhrzeigersinn von Norden an die Gemeinde Holdorf und die Stadt Damme im Landkreis Vechta sowie an die Gemeinden Bohmte, Ostercappeln, die Stadt Bramsche, und die Gemeinden Rieste und Gehrde im Landkreis Osnabrück.

### Gemeindegliederung
| Ortsteil      | Fläche    |
| ------------- | --------- |
| Neuenkirchen  | 05,37 km² |
| Bieste        | 06,72 km² |
| Nellinghof    | 10,23 km² |
| Grapperhausen | 09,58 km² |
| Wenstrup      | 07,00 km² |
| Vörden        | 14,71 km² |
| Hinnenkamp    | 11,58 km² |
| Campemoor     | 15,95 km² |
| Hörsten       | 09,70 km² |
| Gesamt        | 90,84 km² |

## Klima
In Neuenkirchen-Vörden herrscht ein durch feuchte Nordwestwinde von der Nordsee beeinflusstes gemäßigtes Seeklima mit milden Wintern, warmen Sommern und ganzjährig gleichmäßig verteilten, mäßigen Niederschlägen. Die Sommer sind häufig trocken und sonnig, während im Winter gelegentlich Schnee fällt.
Im Jahre 2023 betrug die durchschnittliche Temperatur 11,2 °C. Sie ist tendenziell steigend. Sie betrug in den letzten zehn Jahren durchschnittlich 10,6 °C und in den letzten 100 Jahren waren es durchschnittlich 9,2 °C.
Zwischen Mai und August kann mit durchschnittlich 20–25 Sommertagen (klimatologische Bezeichnung für Tage, an denen die Maximaltemperatur 25 °C übersteigt) gerechnet werden.
Es gibt je nach Messmethode und Definition durchschnittlich etwa 1627–2275 Sonnenstunden pro Jahr.
Es fällt jährlich ca. 700 mm Niederschlag.

## Geschichte
Das Gebiet der heutigen Gemeinde Neuenkirchen-Vörden war im Mittelalter und der Renaissance Zankapfel zahlreicher Streitigkeiten zwischen den Hochstiften Osnabrück und Münster. Eine Festlegung der Grenze zwischen Neuenkirchen und Vörden, die bis zur Gemeindereform 1974 Bestand hatte, wurden zwischen dem Königreich Hannover und dem Großherzogtum Oldenburg im Zuge der Festlegung der gemeinsamen Grenze zwischen beiden Fürstentümern am 4. Februar 1817 vorgenommen.

### Geschichte Neuenkirchens
Neuenkirchen wurde vermutlich im 11. Jahrhundert gegründet. Das Kirchspiel Neuenkirchen soll 1159 als Tochterpfarre des Kirchspiels Damme errichtet worden sein. Die Pfarre Neuenkirchen wurde erstmals 1221 beurkundet. Bis 1391 gehörte Vörden zum Kirchspiel Neuenkirchen. In diesem Jahr wurde der Ort abgepfarrt.
Obwohl die Gegenreformation im 17. Jahrhundert im Niederstift Münster im Allgemeinen erfolgreich war (mit der Folge, dass alle nicht-adeligen Untertanen des Fürstbischofs und viele Adelige katholisch wurden), konnte in Neuenkirchen auch im 17. Jahrhundert und in den folgenden Jahrhunderten bis heute eine evangelisch-lutherische Kirchengemeinde ihr Fortbestehen sichern. Während des Dreißigjährigen Krieges wurden drei katholische Pfarrer aus Neuenkirchen vertrieben. 1651 errichteten Jesuiten in Neuenkirchen ein Simultaneum, das eine gemeinsame Nutzung der Pfarrkirche durch Katholiken und Protestanten vorsah.
Als Simultankirche wurde das Neuenkirchener Gotteshaus bis 1889 genutzt. 1902 wurde es abgerissen; die evangelische Kirchengemeinde erhielt mit der Apostelkirche, die katholische Kirchengemeinde mit der Bonifatiuskirche jeweils einen neuen Kirchbau.
Auf Beschluss des Wiener Kongresses wurde Neuenkirchen 1815 Teil des Großherzogtums Oldenburg, das 1918 in das Land Oldenburg überging, welches bis 1946 Bestand hatte. Gemeinsam mit dem Land Hannover, dem Vörden damals angehörte, fusionierte das Land Oldenburg 1946 zu dem neuen Land Niedersachsen.

### Geschichte Vördens
Ansiedlungen in Hinnenkamp und Hörsten gab es bereits zur Sachsenzeit. Die Dörfer gehörte zum sächsischen Dersagau. Aus dem Jahr 785 berichtet eine Aufzeichnung über einen Heerzug Karls des Großen in dem Gebiet, der zu erheblichen Verwüstungen geführt haben soll. Die erste urkundliche Erwähnung Vördens datiert auf das Jahr 1341. In Vörden wurde im 14. Jahrhundert die Burg Vörden des Bistums Osnabrück errichtet.
Ab 1643 residierte in Vörden für sieben Jahre der uneheliche Sohn des Schwedenkönigs Gustav Adolf, Gustav Gustavson, auf Schloss Vörden, bevor er in seine neuangelegte Residenz ins Amt Wildeshausen umzog und dort 1654 verstarb. Vom damals evangelischen Vörden aus verhandelte er im Westfälischen Frieden (1648), den er schloss, zu Osnabrück und Münster mit der spanischen Partei. Der Graf von Wasaburg, wie sich Gustav Gustavson seit 1637 nannte, ist die bedeutendste Persönlichkeit der Ortsgeschichte. Kurz nach Ende des Dreißigjährigen Krieges (ab 1651) wurde, wie in Neuenkirchen, die Pfarrkirche (in Vörden St. Christophorus genannt) als Simultankirche sowohl von den Protestanten als auch den Katholiken im Ort genutzt. Das änderte sich erst durch einen Kirchenbrand 1842, der den Bau vollständig zerstörte. Danach erbaute jede Konfession eine eigene Kirche.
Vörden war der Sitz eines Amtes im Hochstift Osnabrück. Nach dessen Untergang wurde der Amtssitz 1819 nach Malgarten verlegt. Im Gegenzug wurde Vörden 1820 (bis 1854) Sitz der Hannoverschen Forstinspektion. Der Ort gehörte im 19. Jahrhundert zum Königreich Hannover und von 1866 bis zum 23. August 1946 zu Preußen. Nach der Zerschlagung Preußens im August 1946 war Vörden bis zum 31. Oktober 1946 Teil des Landes Hannover. Seit dem 1. November 1946 gehört es zum Land Niedersachsen.
Ab 1867 gehörte Vörden zum Landkreis Bersenbrück, der am 1. Juli 1972 in den Landkreis Osnabrück eingegliedert wurde. Mit der Gebietsreform 1974 wurde Vörden zusammen mit den beiden Gemeinden Hinnenkamp und Hörsten aus dem Landkreis Osnabrück in den Landkreis Vechta eingegliedert und in die Gemeinde Neuenkirchen eingemeindet. Das niedersächsische „Gesetz zur Neubildung der Stadt Aschendorf sowie der Gemeinden Langförden, Vörden und Mulsum“ vom 28. März 1990, das die Selbstständigkeit der Gemeinde Vörden wiederherstellen sollte, trat auf Anordnung des Bundesverfassungsgerichts nicht in Kraft.
In den Zeiten des Kalten Krieges war in Vörden von 1964 bis 1987 eine FlaRak-Stellung eines niederländisch geführten Flugabwehrraketenbataillons stationiert, mit der Raketen mit nuklearen Sprengköpfen vom Typ Nike Hercules abgefeuert werden konnten. Die Militäreinrichtung erhielt den Namen Willem-Versteegh-Kamp. 1988 wurde die niederländische Basis geschlossen.

### Geschichte Neuenkirchen-Vördens

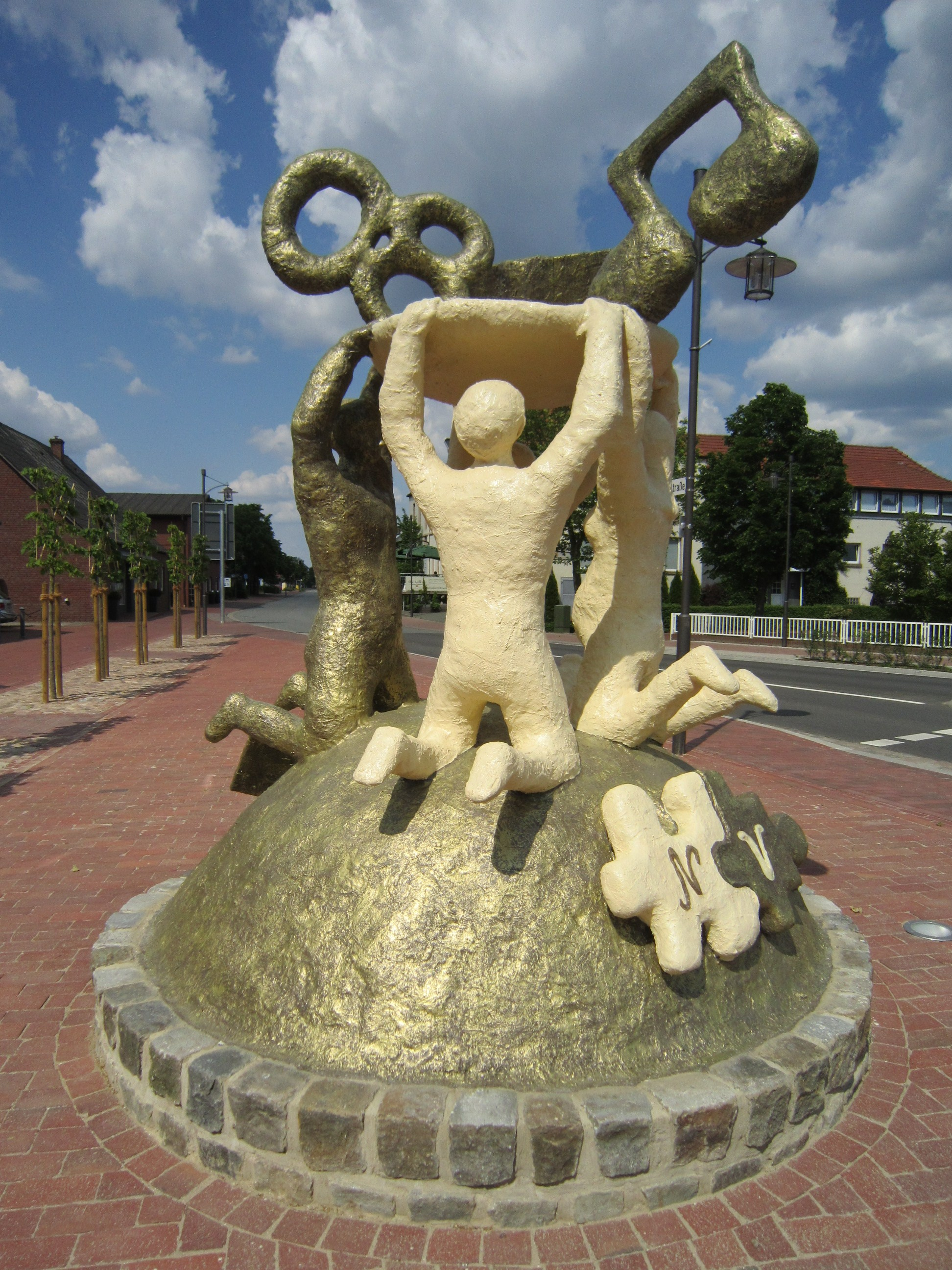
Skulptur Wir für uns in Neuenkirchen

#### Eingemeindungen
Am 1. März 1974 wurden die Gemeinden Hinnenkamp, Hörsten und Vörden aus dem Landkreis Osnabrück (alle bis zum 30. Juni 1972 im Landkreis Bersenbrück) in die damalige Gemeinde Neuenkirchen (Oldenburg) eingegliedert.
Die Bürger der Ortschaft Vörden wünschten mehrheitlich den Verbleib der Ortschaft als Gemeinde im Landkreis Osnabrück, der jedoch der Ortschaft verwehrt wurde. Diese Entscheidung wurde vom Bundesverfassungsgericht 1992 bestätigt. Daraufhin wurde die Gemeinde Neuenkirchen (Oldenburg), zu der Vörden gehörte, auf Antrag des Gemeinderates vom Niedersächsischen Innenministerium mit Wirkung vom 1. Oktober 1993 in „Neuenkirchen-Vörden“ umbenannt, um die Gleichwertigkeit beider Gemeindeteile zu zeigen und um sie von zahlreichen gleichnamigen Gemeinden in Deutschland besser unterscheiden zu können.

#### Unwetterkatastrophe vom 16./17. August 1974
In der Nacht vom 16. auf den 17. August 1974 wurden die Gemeinde Neuenkirchen-Vörden und die benachbarten Gemeinden von einem achtstündigen Dauergewitter heimgesucht. Dabei fielen Hagelkörner bis zu einer Größe von Billardkugeln und richteten Schäden in Millionenhöhe an.

#### Einwohnerentwicklung
Bis zum Ende der 1980er Jahre pendelte die Einwohnerzahl der Gemeinde Neuenkirchen-Vörden um 6000 Einwohner. In der Zeit von etwa 1992 bis 2002 stieg sie auf 8000 Einwohner. Seit 2002 pendelte die Einwohnerzahl um diese Zahl. Seit dem Jahr 2014 ist allerdings eine deutliche Steigerung festzustellen, die Einwohnerzahl stieg von 7900 auf 8900 Einwohner. 2024 hatte die Gemeinde über 9000 Einwohner.
Die Einwohnerzahl der einzelnen Ortsteile: (Stand 31. Januar 2020, gemeindliche Zählung)
| - Neuenkirchen: 3266 - Vörden: 2980 - Grapperhausen: 910 - Hörsten: 566 - Nellinghof: 488 | - Campemoor: 219 - Hinnenkamp: 219 - Bieste: 163 - Wenstrup: 112 |

## Religion
Im Jahr 2011 waren 4190 Einwohner Neuenkirchen-Vördens (= 53,6 Prozent) katholisch, 2280 (= 29,2 Prozent) evangelisch. Die übrigen Einwohner gehörten anderen Religionsgemeinschaften an, waren konfessionslos oder unbekannter Konfession.
Eine Besonderheit der Gemeinde besteht darin, dass die kirchlichen Verhältnisse aus der Zeit vor der Fusion der beiden Gründungsgemeinden bis heute beibehalten wurden. So gehört Vörden zum katholischen Bistum Osnabrück sowie zur evangelischen Landeskirche Hannover, Neuenkirchen hingegen zum Offizialatsbezirk Oldenburg des katholischen Bistums Münster sowie zur Evangelisch-Lutherischen Kirche in Oldenburg.

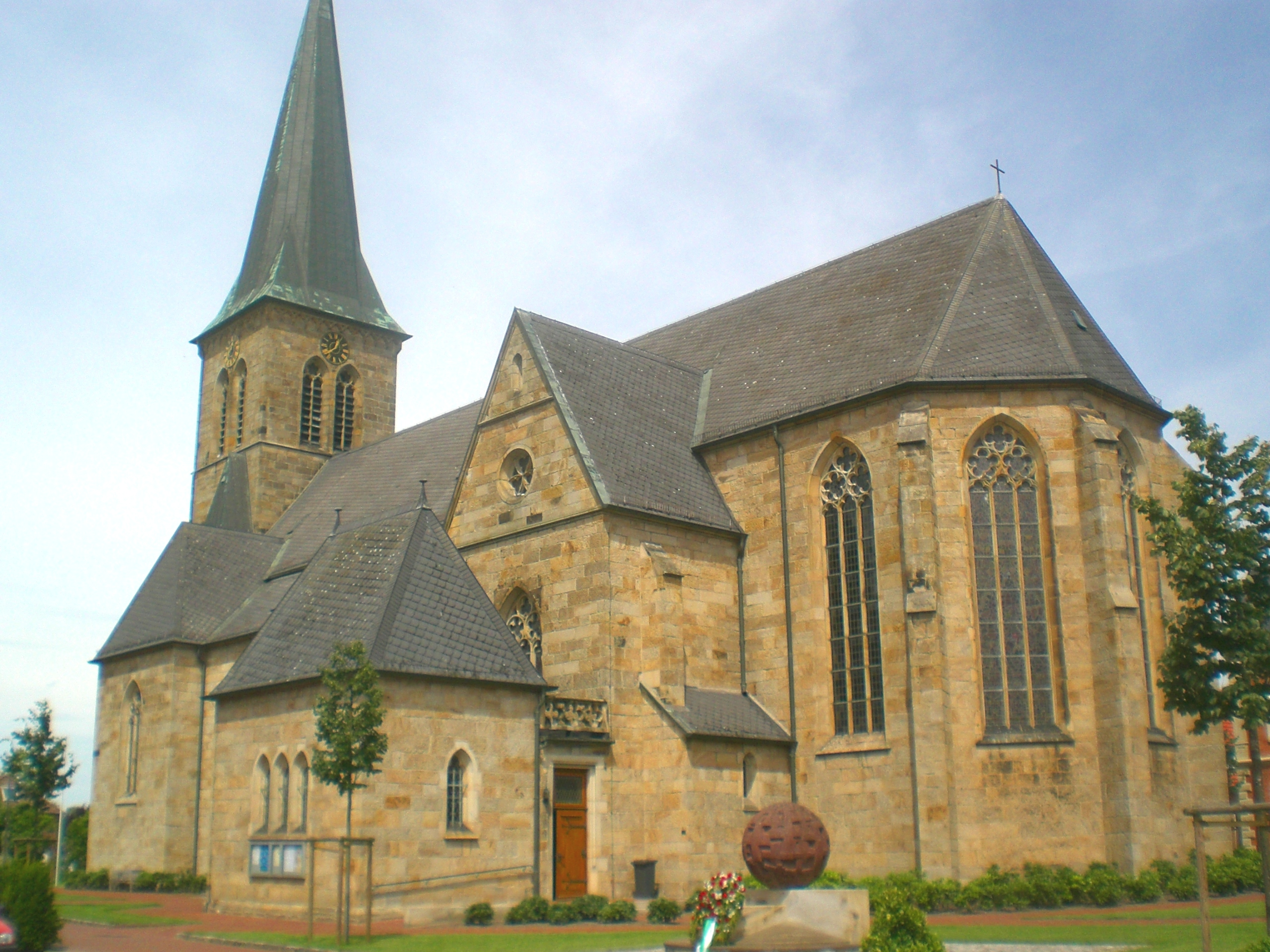
Katholische Filialkirche St. Bonifatius in Neuenkirchen
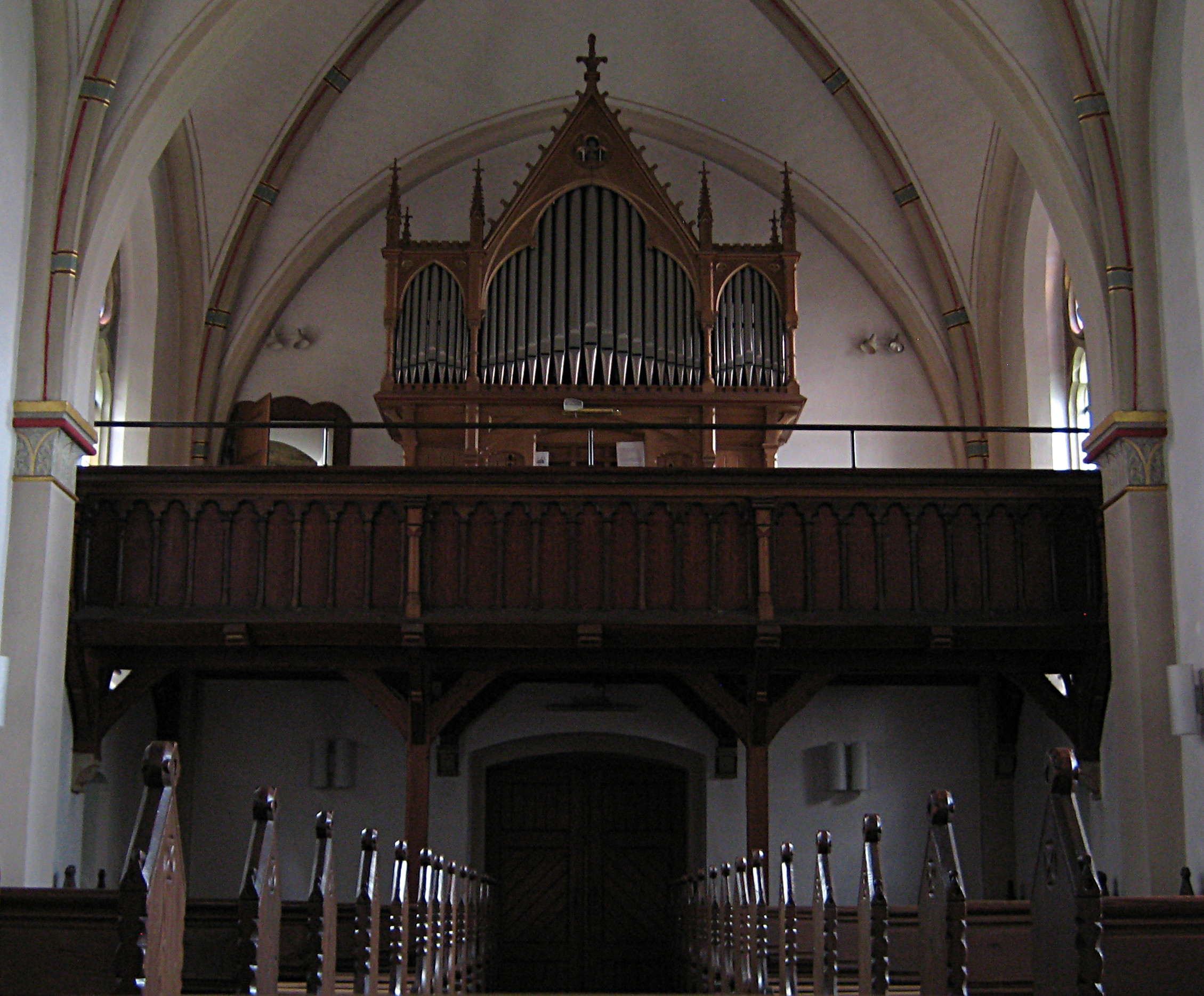
Orgel der evangelisch-lutherischen Apostelkirche in Neuenkirchen
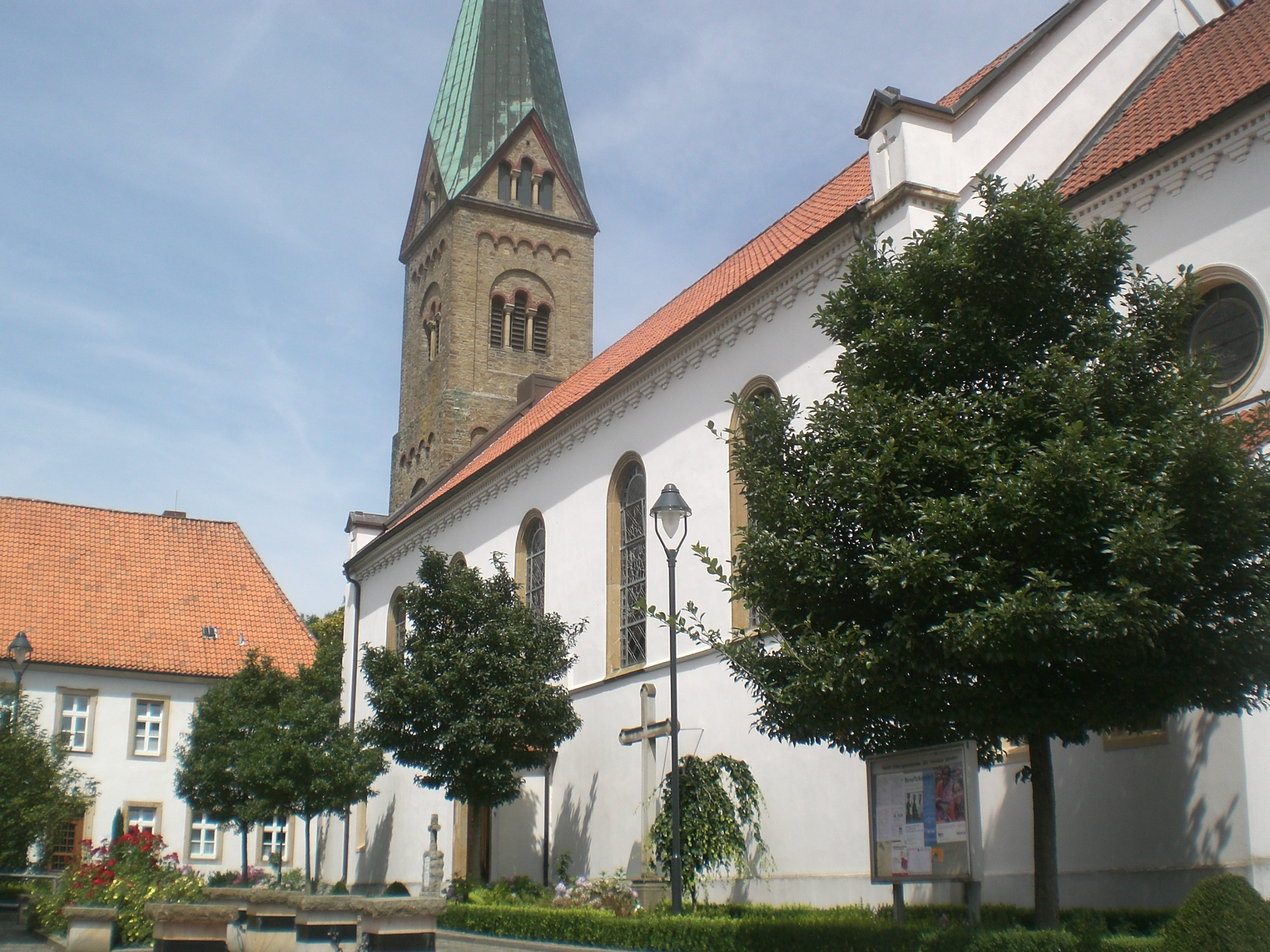
Katholische Kirche St. Paulus Apostel in Vörden
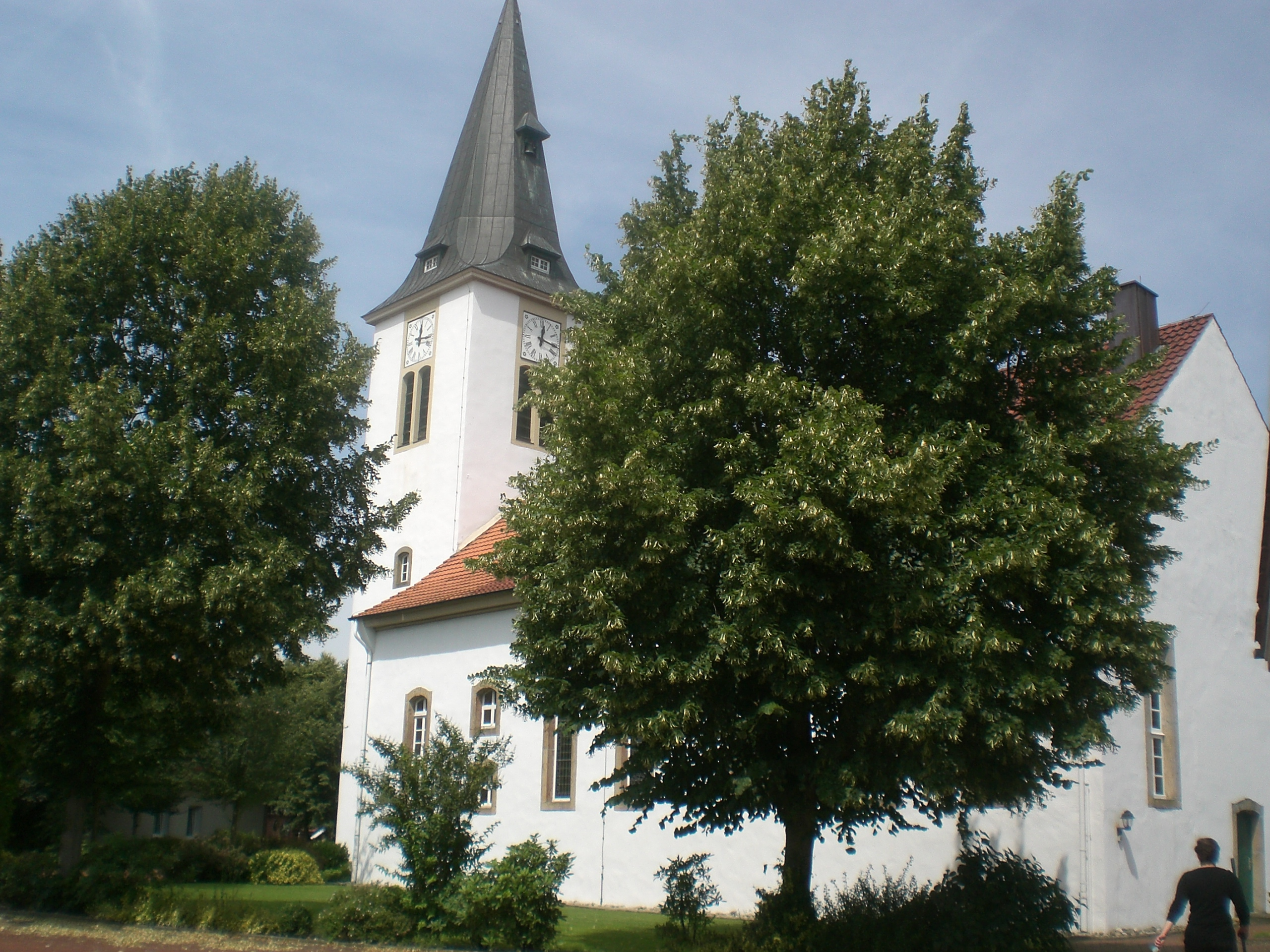
Evangelisch-lutherische St. Christophoruskirche in Vörden

## Politik

### Gemeinderat
Der Rat der Gemeinde Neuenkirchen-Vörden besteht aus 22 Ratsfrauen und Ratsherren. Dies ist die festgelegte Anzahl für eine Gemeinde mit einer Einwohnerzahl zwischen 8.001 und 9.000 Einwohnern. Die 22 Ratsmitglieder werden durch eine Kommunalwahl für jeweils fünf Jahre gewählt. Die laufende Amtszeit begann am 1. November 2021 und endet am 31. Oktober 2026.
Stimmberechtigt im Gemeinderat ist außerdem der hauptamtliche Bürgermeister Ansgar Brockmann (CDU).
Die Kommunalwahlen 2011, 2016 und 2021 ergaben die folgenden Sitzverteilungen:
|      | CDU | SPD | FDP | IGNV* | AfD | Gesamt   |
| 2021 | 10  | 5   | 1   | 5     | 1   | 22 Sitze |
| 2016 | 10  | 6   | 1   | 4     | 1   | 22 Sitze |
| 2011 | 10  | 5   | 1   | 4     | 0   | 20 Sitze |

* Interessengemeinschaft für eine sinnvolle Gemeindegestaltung in Neuenkirchen-Vörden

### Bürgermeister
Bürgermeister ist seit dem 25. Mai 2014 Ansgar Brockmann (CDU). Er wurde als einziger Kandidat mit überparteilicher Unterstützung bei der Bürgermeisterwahl 2021 mit 67,61 % wiedergewählt. Stellvertretende Bürgermeister sind Rainer Duffe (CDU), Martin Menke (CDU) und Josef Schönfeld (IGNV), Ratsvorsitzender ist Karlheinz Rohe (CDU).
Nach der Einführung der sogenannten eingleisigen Kommunalverfassung, die in Niedersachsen ab 1996 (mit einer Übergangszeit) das vorherige System von ehrenamtlichen Bürgermeistern und hauptamtlichen Gemeindedirektoren ablöste, wurde Alfons Wieschmann (CDU) hauptamtlicher Bürgermeister der Gemeinde Neuenkirchen-Vörden. Bei der Wahl am 28. September 1998 setzte er sich im ersten Wahlgang gegen die Mitbewerber Hermann Schütte (SPD) und Johannes Fünfzig (IGNV) durch und trat sein Amt am 1. Mai 1999 an. Am 10. September 2006 wurde er ohne Gegenkandidaten wieder gewählt. Nach seinem Tod am 12. Oktober 2013 wurde am 25. Mai 2014 Ansgar Brockmann zum Bürgermeister gewählt.
Hauptamtliche Bürgermeister der Gemeinde Neuenkirchen-Vörden
- Alfons Wieschmann (CDU) (1999–2013)
- Ansgar Brockmann (CDU) (seit 2014)

Ehrenamtliche Bürgermeister der Gemeinde Neuenkirchen-Vörden nach 1974:
- Gregor Escher (CDU) (1974–1981 und 1986–1999)
- Friedrich Sickendiek (CDU) (1981–1986)

Gemeindedirektoren der Gemeinde Neuenkirchen-Vörden seit 1974:
- Bernard Wienhold (1974–1993)
- Alfons Wieschmann (1993–1999)

### Wappen
Das Wappen der Gemeinde Neuenkirchen-Vörden zeigt auf einem silbernen Schild oben ein schwarzes Rad mit drei Speichen in der linken Hälfte, unten ein blaues Hifthorn mit rotem Band und goldenem (gelbem) Ringbeschlag, in der Mitte einen roten Jagdpfeil.

### Flagge
Die Gemeindeflagge ist eine zweistreifige, blau-weiße Flagge mit dem Gemeindewappen in der Mitte.

## Kultur und Sehenswürdigkeiten

### Musik
Neben dem Instrumental Musikverein Neuenkirchen (IMV) sind der Männergesangsverein Vörden, das Akkordeonorchester Nellinghof und die Feuerwehrkapelle Vörden über die Grenzen der Gemeinde hinaus bekannt. Darüber hinaus gibt es viele weitere musikalische Gruppierungen in den unterschiedlichsten Richtungen.
Bedingt durch die Tätigkeit der 1993 gegründeten Musikschule Neuenkirchen-Vörden e. V. haben die musikalischen Gruppierungen in Neuenkirchen-Vörden kaum Nachwuchsprobleme.

### Bauwerke

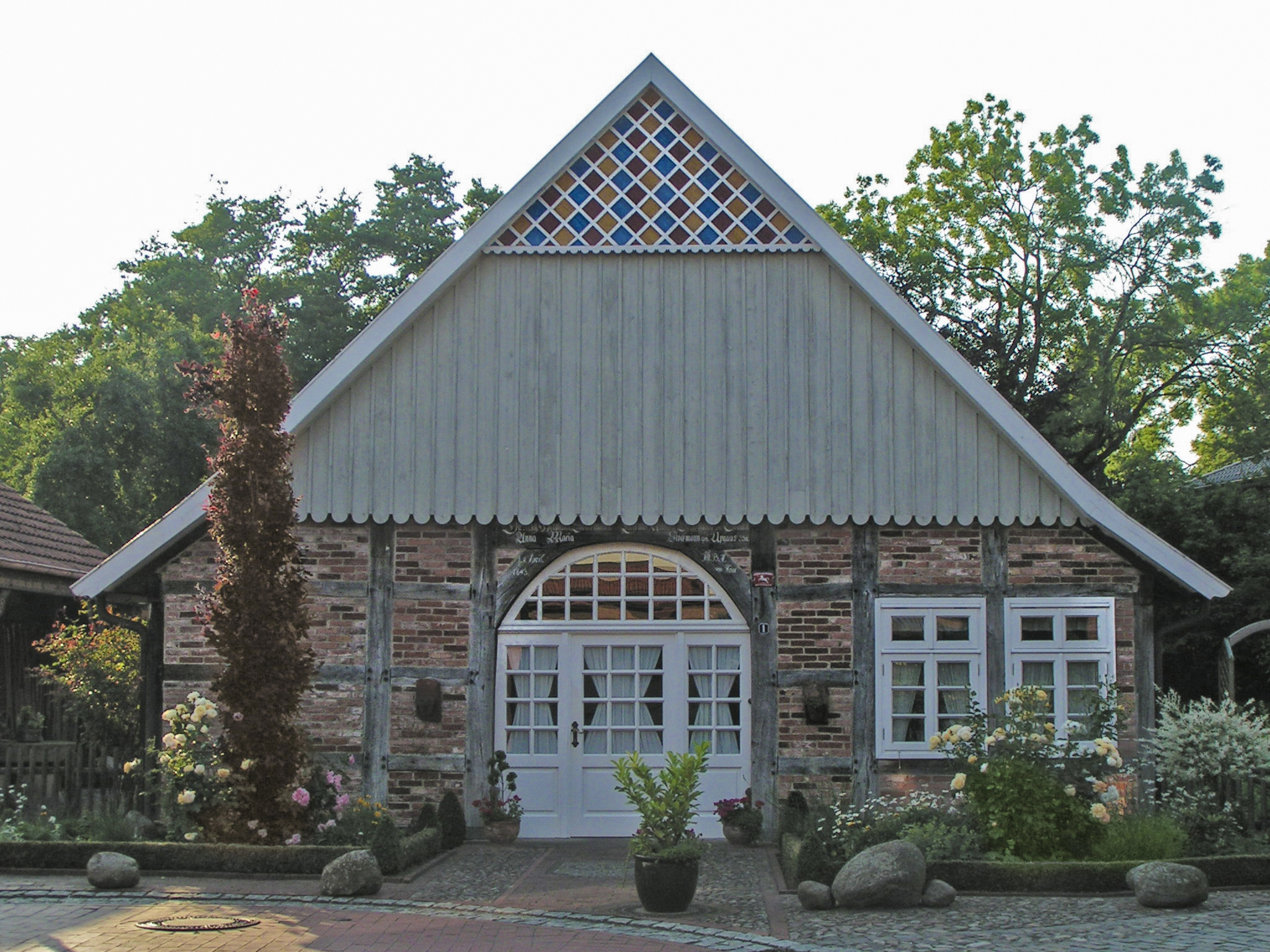
Ackerbürgerhaus in Vörden
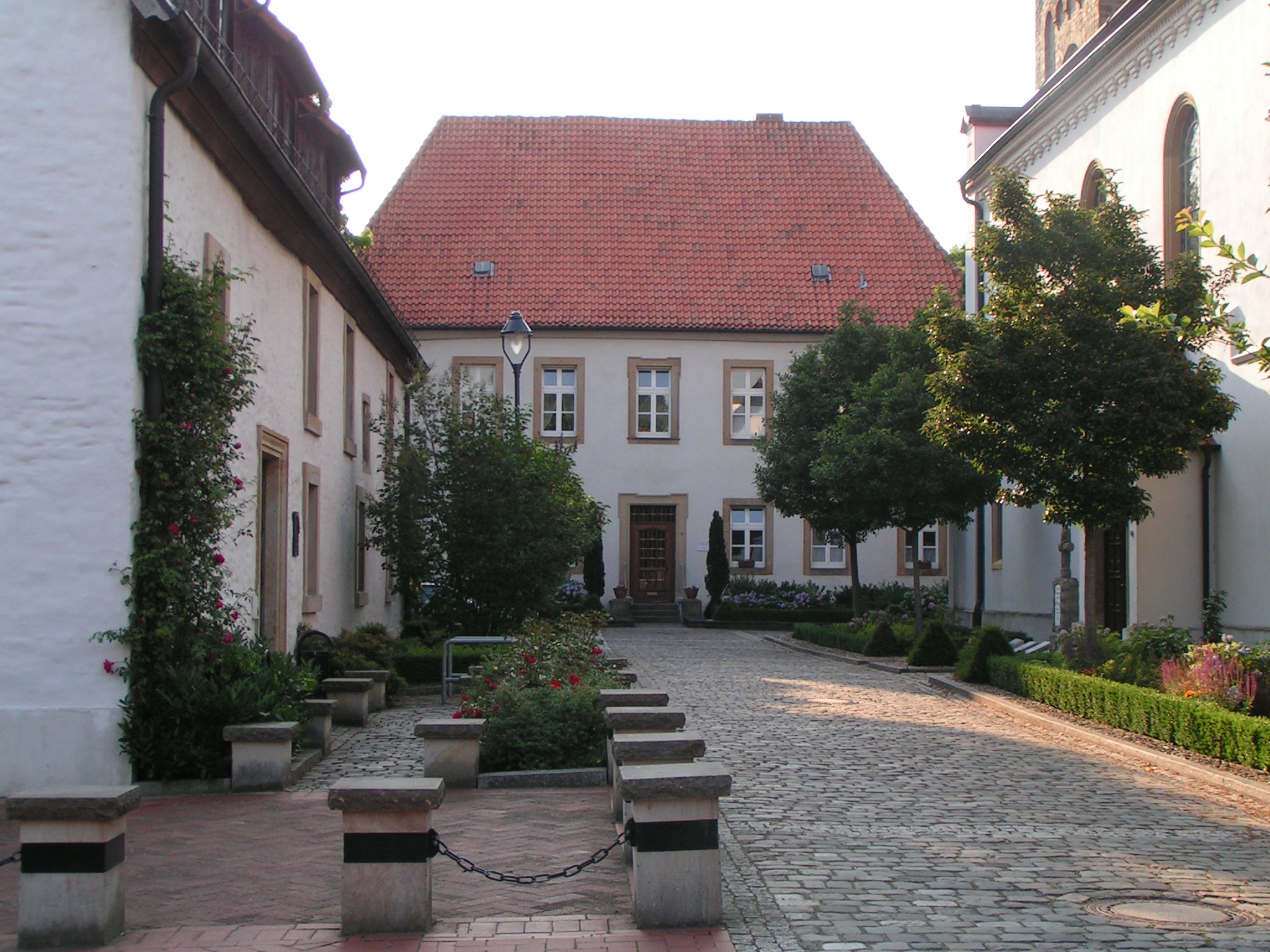
Kirchviertel in Vörden
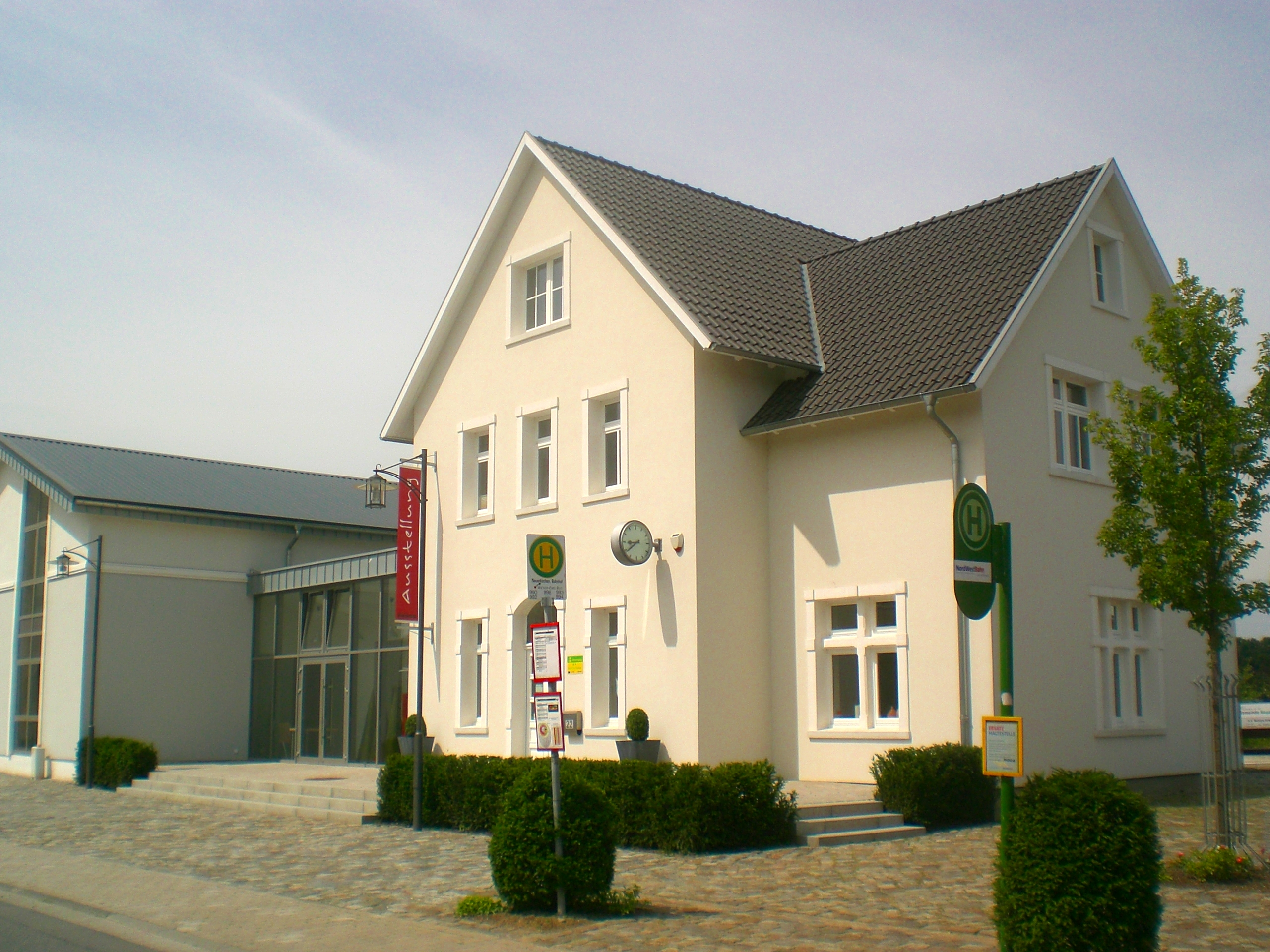
Kulturbahnhof im Bahnhofsgebäude Neuenkirchen
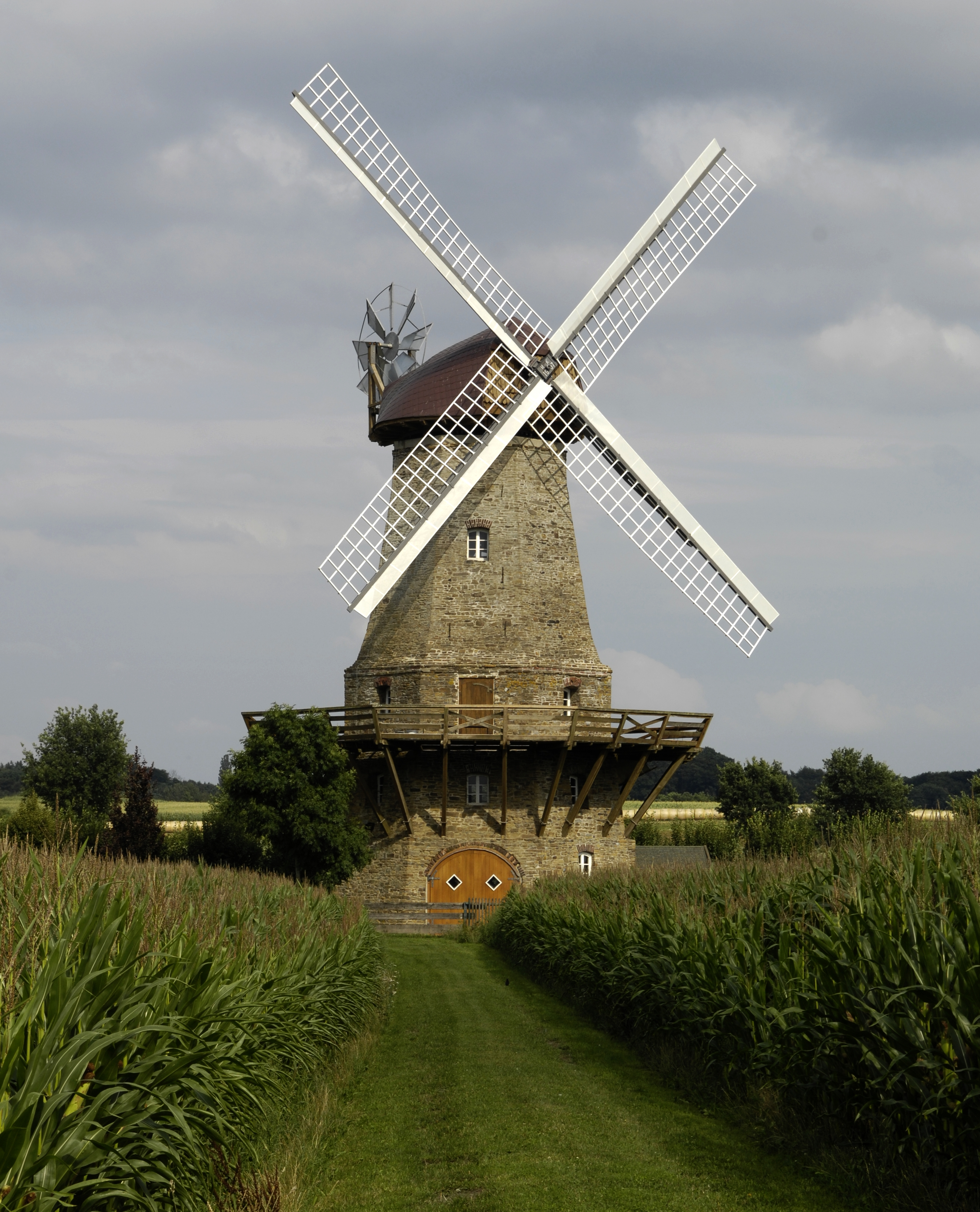
Selings Windmühle in Neuenkirchen
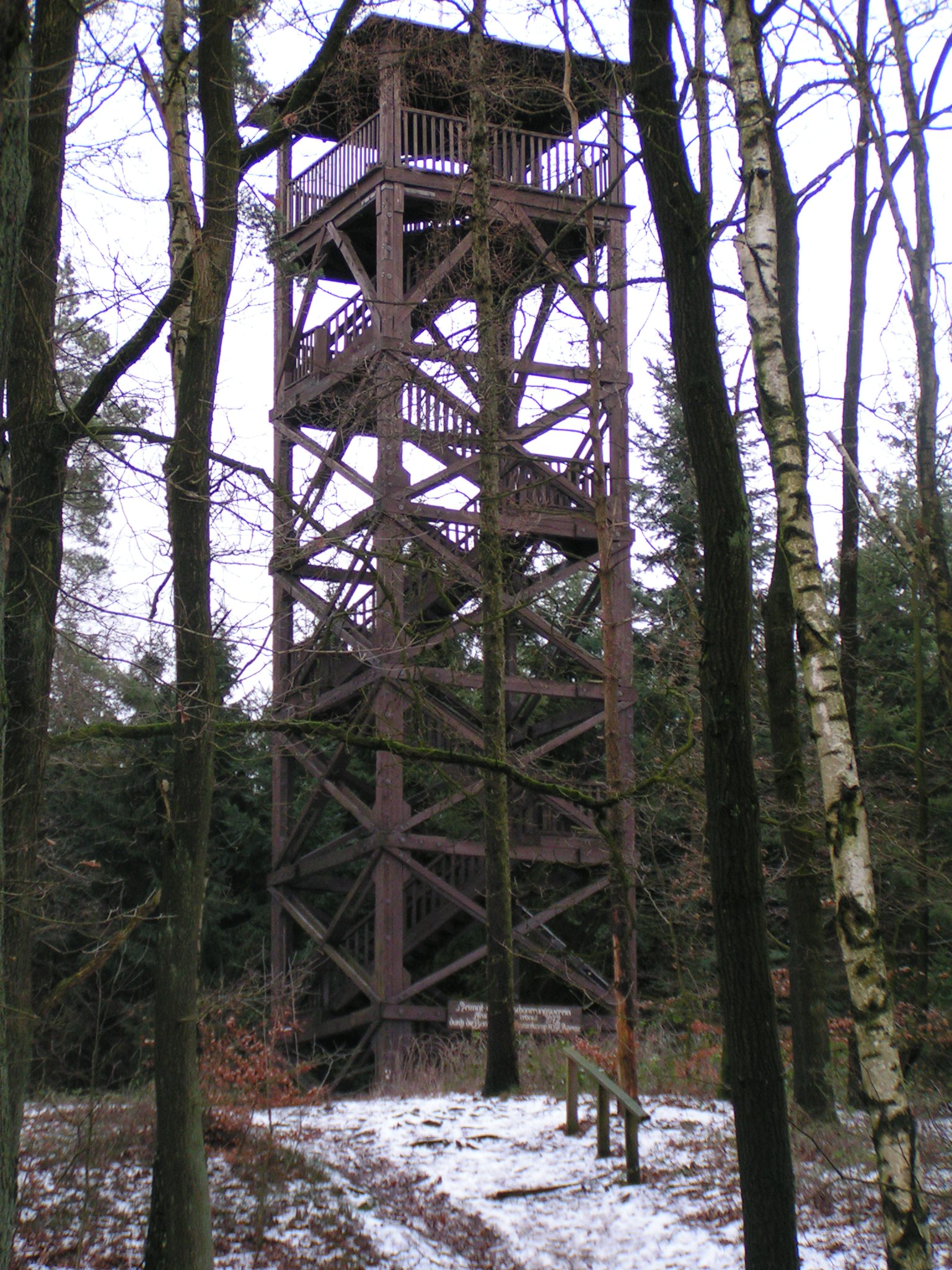
Aussichtsturm in Wahlde am Rand der Dammer Berge

Das renovierte Bahnhofsgebäude fungiert als „Kulturbahnhof“, in dem regelmäßig diverse kulturelle Veranstaltungen stattfinden.
Die alte Burg Vörden des Schweden Gustav Gustavson steht mitten im gleichnamigen Ortsteil und bildet zusammen mit der katholischen Kirche St. Paulus Apostel und dem Kindergarten St. Paulus das Kirchenviertel.

#### Museen
Das ehemalige Ackerbürgerhaus (Stockmanns Haus) wurde 1997 originalgetreu von engagierten Heimatfreunden restauriert. Das Holz des Fachwerks stammt überwiegend aus der Zeit der Erbauung. Die Ausfachungen sind neu gemauert. In der Inschrift über dem Dielentor befindet sich Erbauungsdatum mit dem 8. April 1843. In der ausgebauten Diele sind zwei alte Lehmausfachungen erhalten. Die offene Herdstelle mit alten Sandsteinen und Kacheln kann das ganze Gebäude in den Wintermonaten erwärmen. Im Obergeschoss ist eine alte Schuhmacherwerkstatt wieder aufgebaut. Außerdem werden Sehenswürdigkeiten historischer Wohnkultur präsentiert. Das Ackerbürgerhaus ist von einem kleinen Garten umgeben. An der äußeren Scheunenwand werden Geräte zum Torfstechen gezeigt.
Bemerkenswert sind auch die Reste des Wasa-Schlosses Vörden, heute umgenutzt als katholische Kirche, Pfarrhaus und Nils-Stensen-Haus (vormals Marstall des Grafen).
Das ehemalige Schlachtereigebäude der Familie Möller wurde vom Heimatverein zu einem Schlachtereimuseum umgestaltet.

#### Windmühle
Seit 2008 ist Neuenkirchen an die Niedersächsische Mühlenstraße angebunden. Zu besichtigen ist die 1824 errichtete und 2010 fast vollständig renovierte Galerie-Holländerwindmühle „Selingsmühle“ an der Hakenstraße.

#### Aussichtspunkte
Der 18 Meter hohe Aussichtsturm Steigenberg bei Wahlde wurde 1972 unter der Bauleitung von Architekt und Zimmermeister Josef Lahrmann († 1998) errichtet mit Hilfe der 3. Kompanie des Pionierbataillons II der Bundeswehr. Er stand 2 km östlich von Neuenkirchen nördlich der Straße nach Damme und unmittelbar östlich der A 1. Von seiner Aussichtsplattform fiel bis 2015 der Blick in das Osnabrücker Land und bis zum Wiehengebirge. Seitdem war der Turm wegen Baufälligkeit gesperrt. Der Turm wurde im Jahr 2022 abgerissen. Bisher wurde noch kein neuer Turm errichtet.
Südlich derselben Straße befindet sich in Severinghausen ein Aussichtspunkt auf dem Dreesberg, dessen Plattform nur wenige Stufen über dem Gelände liegt. Trotzdem wird von hier, am Südhang der Dammer Berge, bei guter Sicht in östlicher, südlicher und westlicher Richtung ein Fernblick von 50 km bis hin zum Kraftwerk Ibbenbüren geboten.

### Lehrpfad

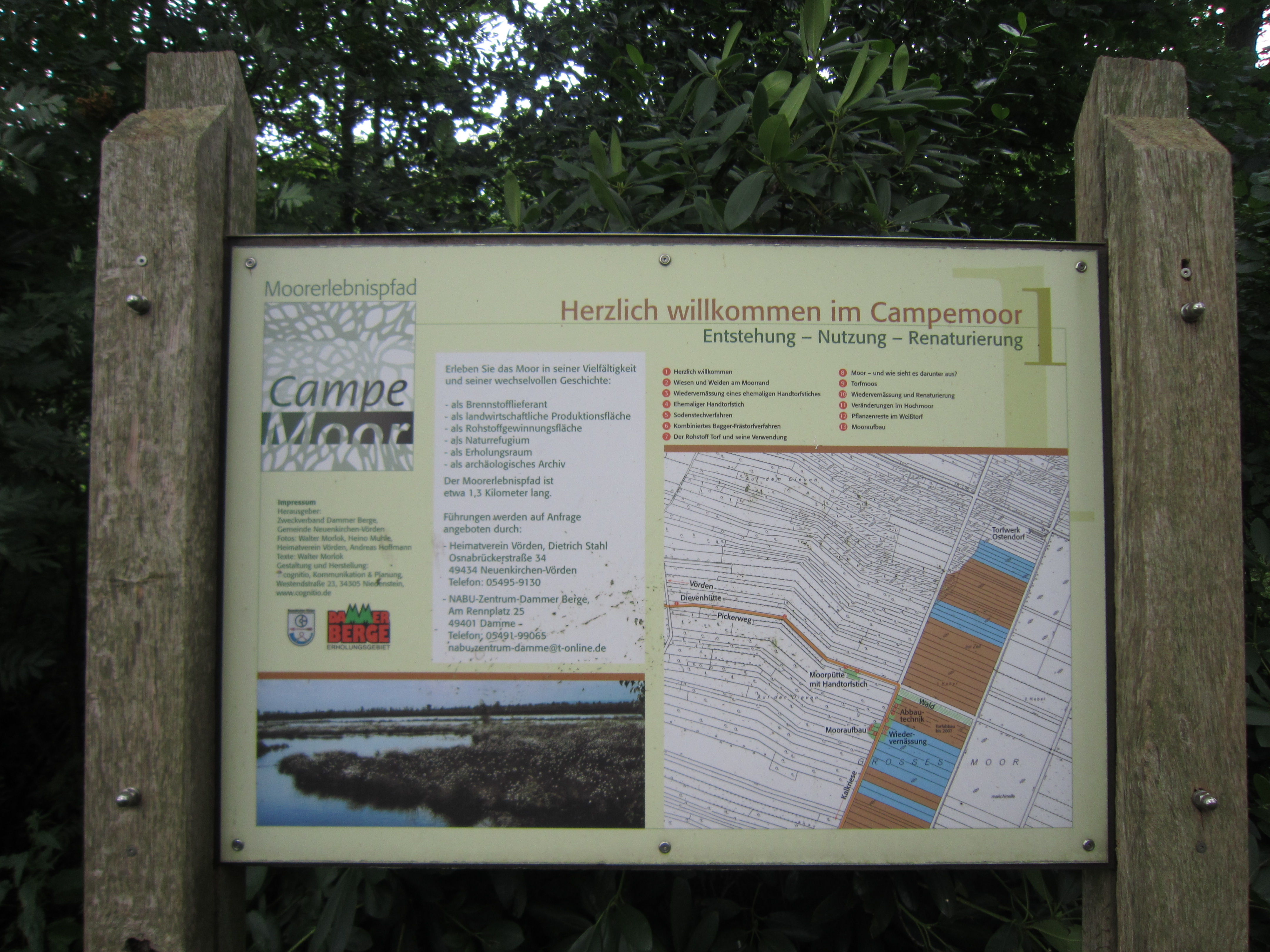
Moorlehrpfad im Campemoor

Am Westrand des Campemoores beginnt ein 1,3 km langer Moorlehrpfad.

## Sport
Das Naturerlebnisbad Vörden (Naturbad Vörden) wurde nach der Schließung des alten Freibades von einem ehrenamtlichen Verein errichtet. Es hat eine Gesamtwasseroberfläche von etwa 3.100 m². Der Regenerationsbereich (Dorfteich) weist eine Fläche von etwa 1.500 m² auf, der von der Gemeinde Neuenkirchen-Vörden eigenverantwortlich erstellt wurde. Die Wasseroberfläche zur Größe von 1.600 m² steht dem Badebetrieb komplett zur Verfügung. Dieses bedeutet eine Verdreifachung des bisherigen Badebereiches. Dadurch wurde es möglich, eine Schwimmbahn von 50 m Länge bereitzustellen. Die tiefste Stelle misst 3,60 m. Teile des vorhandenen Beckenkörpers wurden mit Holzstegen überbaut und somit im Naturbad integriert.
Andere Bereiche der Beckenwände wurden abgerissen und durch großzügig bekieste Flachwasserbereiche angegliedert. Das Konzept stützt sich auf die Verwendung von natürlichen Materialien wie Kies, Sand, Naturstein und Holz und vermittelt den Eindruck einer natürlichen Wasserlandschaft. Durch Überlaufrinnen gelangt das Badewasser in einen Pumpenschacht und Ausgleichsbehälter, um von dort direkt mittels Saug- und Druckdrainagen durch das Filtersubstrat (Kiesschicht) in den Regenerationsbereich gepumpt zu werden. Vom Ausgleichsschacht des Regenerationsbereiches gelangt das gereinigte Wasser zurück in den Badebereich (geschlossener Wasserkreislauf).
Das Naturbad Vörden wird in einem einmaligen Trägermodell von dem Verein „Naturbad Vörden e. V.“ unterhalten und betrieben. Die Gemeinde Neuenkirchen-Vörden unterstützt das Naturbad jährlich mit einem festen Zuschussbetrag. Gleichwohl hat sich die finanzielle Belastung der Kommune durch das Bad auf ein Drittel der vorherigen Kosten reduziert. Die Mitgliedschaft im Verein „Naturbad Vörden e. V.“ beinhaltet ein Jahreskarte für das Naturbad. Der Zugang zum Bad erfolgt für Mitglieder über ein modernes biometrisches Zugangssystem.
In Neuenkirchen-Vörden gibt es weitere Sportvereine. Im Ortsteil Neuenkirchen wird das sportliche Angebot größtenteils vom TuS Neuenkirchen abgedeckt. Dort wird neben Fußball, Basketball und Volleyball auch Seniorensport angeboten. Im Ortsteil Vörden ist das sportliche Angebot auf mehrere Vereine verteilt.
Im BS Vörden wird ausschließlich Fußball angeboten, während im TV Vörden neben der Hauptsportart Basketball weitere Betätigungsfelder angeboten werden. Hier ist derzeit besonders der Bereich der Sportakrobatik erfolgreich.
Der TTC Campemoor bietet Tischtennis an. Der Tennisverein Neuenkirchen-Vörden ist der einzige Sportverein, der ortsteilsübergreifend organisiert ist. Reitsport wird in der Gemeinde im Fahr- und Reitverein Neuenkirchen sowie im Reit- und Fahrverein Vörden betrieben.
Zur Saison 2015/16 haben sich TuS Neuenkirchen und BS Vörden zu einer Spielgemeinschaft im Jugendbereich zusammen gefunden. Im Bereich A- bis C-Jugend starten die Mannschaften als SG Neuenkirchen-Vörden. Auch im Basketball findet mittlerweile eine Zusammenarbeit zwischen TuS Neuenkirchen und TV Vörden statt.
In Neuenkirchen-Vörden gibt es in den Ortsteilen Neuenkirchen und Vörden jeweils eine kleine Einfeldhalle sowie eine größere teilbare Halle, die für den Vereinssport auch mit Tribünen versehen sind. Reitsportanlage sind in Neuenkirchen in Bieste sowie in Vörden an der Brakenstraße errichtet worden. Die hauptsächlich für Fußball genutzten Sportplatzanlagen befinden sich in Neuenkirchen auf der Biester Heide sowie in Vörden an der Schulstraße. Die Tennisanlage befindet sich an der Johanniterstraße in Neuenkirchen.

## Wirtschaft und Infrastruktur
Gemeinsam mit der Gemeinde Rieste bietet Neuenkirchen-Vörden mit dem Niedersachsenpark das größte Gewerbe- und Industriegebiet Niedersachsens. Im Endausbau werden für gewerbliche Zwecke 412 Hektar zur Verfügung stehen.

## Verkehr

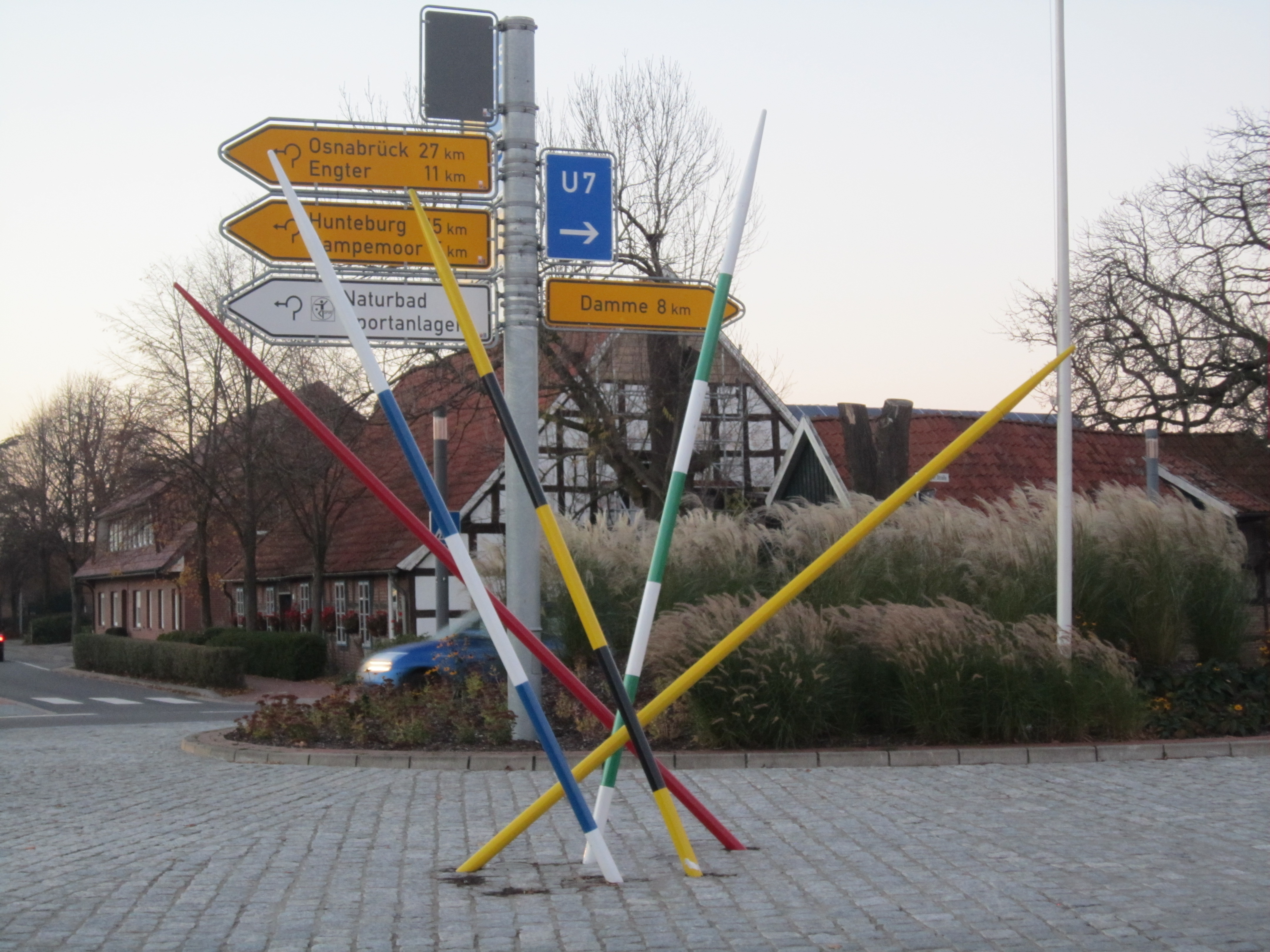
Kreisverkehr in Vörden

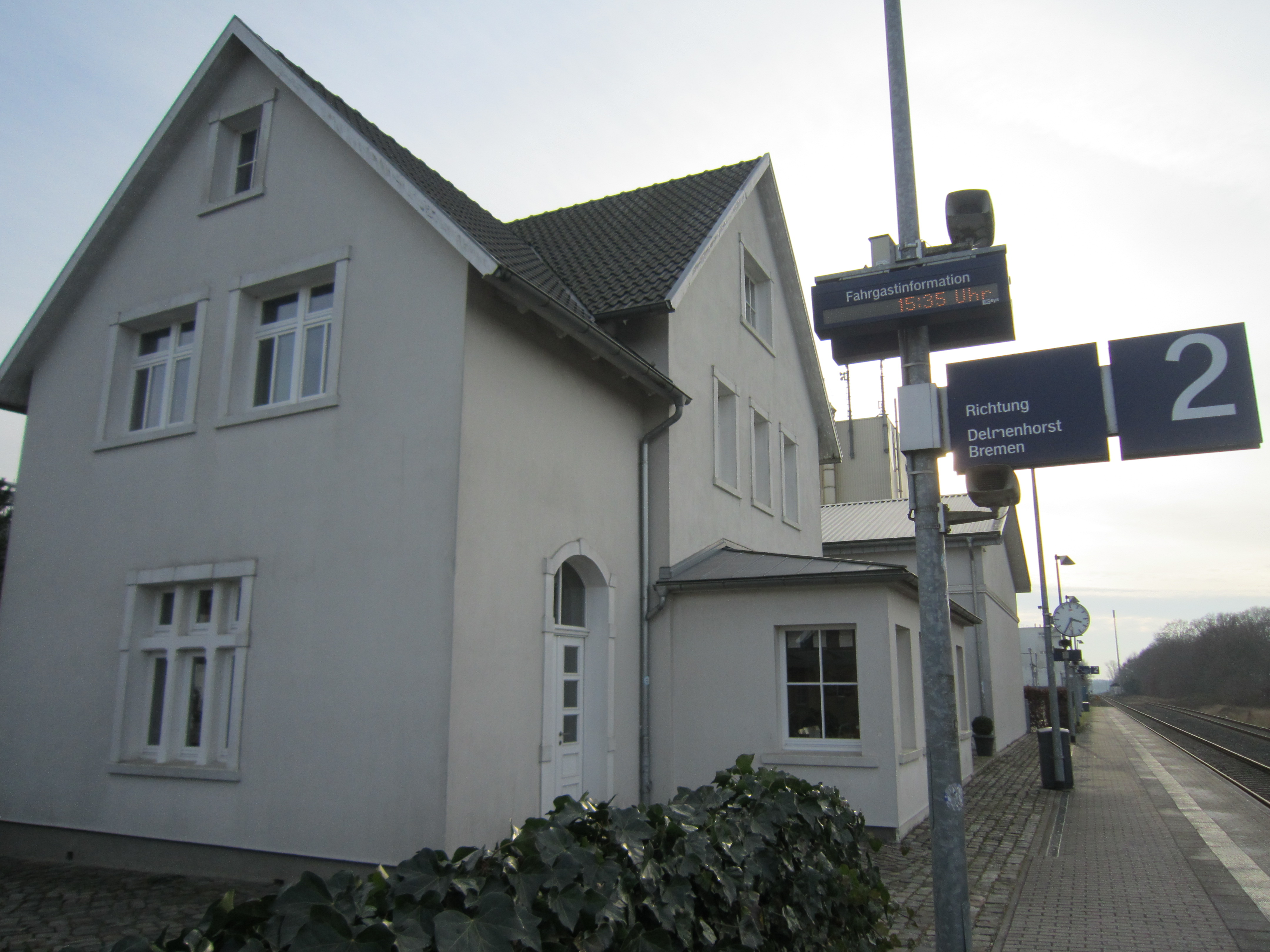
Ehemaliges Bahnhofsgebäude an der Bahnstrecke Delmenhorst–Hesepe der NordWestBahn

Neuenkirchen-Vörden ist über die Anschlussstelle Neuenkirchen/Vörden direkt an die A 1 angeschlossen. Neuenkirchen liegt im Westen, Vörden im Osten der Autobahn. Der bislang zweistreifige Abschnitt der Autobahn zwischen den Anschlussstellen Lohne/Dinklage und Bramsche wird wegen hohen Verkehrsaufkommens auf sechs Streifen verbreitert. Wegen der großen Bedeutung des Niedersachsenparks erhält die Autobahn eine neue, zwischen Vörden und Rieste gelegene Anschlussstelle 67a, durch die der Park in Zukunft von Süden her angefahren werden kann. Auf dem Gemeindegebiet befindet sich die Westseite des Brückenrestaurants Dammer Berge, wohingegen die Ostseite mit dem Verwaltungsgebäude zur Gemeinde Holdorf gehört.
In Neuenkirchen befindet sich der Bahnhof Neuenkirchen (Oldb), der im Stundentakt von der RB 58 (betrieben von der NordWestBahn) zwischen Osnabrück und Bremen bedient wird. Der Bahnhof ist Teil der Bahnstrecke Delmenhorst–Hesepe.
In Vörden verkehrt die Buslinie 585, eine Linie der Verkehrsgemeinschaft Osnabrück, zwischen Osnabrück und Damme. Weitere Linien von Weser-Ems-Bus und dem Anrufbus moobil+ existieren auch und führen von Neuenkirchen in die umliegenden Ortsteile.
Der Flughafen Münster/Osnabrück (Entfernung: etwa 60 km) sowie der Flughafen Bremen (Entfernung: etwa 100 km) bieten eine internationale Anbindung.

## Öffentliche Einrichtungen

### Gesundheitswesen
In Neuenkirchen-Vörden hat die Fachklinik St. Marienstift Dammer Berge ihren Sitz. Hier werden Männer mit Suchtkrankheiten behandelt, wie z. B. Alkoholiker, Spielsüchtige, Medikamentenabhängige etc.
Ebenso findet sich in Neuenkirchen-Vörden die Clemens-August-Klinik als Fachkrankenhaus für Psychotherapie und Psychosomatik. Diese Klinik ist unterteilt in Erwachsenenklinik und Jugendklinik. Die Clemens-August-Klinik gehört zur Clemens-August-Stiftung, der auch die Heimstatt Clemens-August zugehörig ist, eine Einrichtung für geistig behinderte Kinder, Jugendliche und Erwachsene. Die Heimstatt Clemens-August unterhält auch einige externe Jugendwohngruppen und Wohngruppen an WfbM z. B. im Hof Brickwede und an der Johanniterstraße.

### Bildung
Die Gemeinde Neuenkirchen-Vörden ist Schulträger für die Grundschulen in Neuenkirchen und Vörden sowie die Oberschule Neuenkirchen-Vörden.
Die Grundschule Neuenkirchen wird derzeit noch dreizügig geführt und hat einen angegliederten Schulkindergarten. Die Grundschule Vörden wird zweizügig geführt. Beide Schulgebäude wurden in den Jahren 2001 und 2002 um Klassen- und Fachunterrichtsräume erweitert.
Die Oberschule Neuenkirchen-Vörden feierte im Jahr 2009 ihr 25-jähriges Bestehen. Vor der Einrichtung der Schule besuchten die Kinder aus der Gemeinde die weiterführenden Schulen in der Nachbarstadt Damme. Nachdem die dortige Schule jedoch abgebrannt war, wurde in Neuenkirchen im Jahr 1984 eine Hauptschule mit Orientierungsstufe eingerichtet. Gestiegene Schülerzahlen sowie die Einrichtung einer 10. Klasse bei der Hauptschule führten zu mehreren Erweiterungsbaumaßnahmen (1991 zwei Klassenräume und einen Musikraum, 1994 vier Klassenräume, zwei Gruppenräume sowie Toiletten und Personenaufzug). Nachdem im Jahr 1994 die Bezirksregierung Weser-Ems die Einführung einer kombinierten Haupt- und Realschule mit Orientierungsstufe genehmigte, wurde mit dem Aufbau des Realschulzweiges begonnen. Im Jahr 1996 musste das Schulgebäude hierfür um sechs Klassenräume erweitert werden. Im Jahr 1998 wurde das auf dem Schulgelände vorhandene Lehrerwohnhaus zu zwei Fachunterrichtsräumen für Kunst und für Technik umgebaut. Im Jahr 2000 wurde das Lehrerzimmer erweitert und im Jahr 2002 wurde die Pausenhalle der Schule vergrößert. Passend zum Schuljubiläum wurde im Jahr 2009 die Toilettenanlage saniert und mit einem Vorflur versehen. Aus Mitteln des Konjunkturpakets wurden in dem Jahr zusätzlich die Fachunterrichtsräume für den naturwissenschaftlichen Unterricht neu ausgestattet. Im Jahr 2010 erfolgte die Neueinrichtung des hauswirtschaftlichen Bereichs (Lehr- und Lernküche).
Im Jahr 2011 wurde die Schule in die neue Schulform Oberschule (mit Ganztagsunterricht an zwei Wochentagen) überführt. Im Jahr 2014 wurde eine neu errichtete Mensa in Betrieb genommen. Zum Schuljahresbeginn 2017/18 wurde ein Erweiterungsbau fertiggestellt. Dort wurden Werk- und Technikraum sowie drei Klassen- und zwei Gruppenräume zusätzlich errichtet. Der Bereich des alten Werkraums wird zu einem Fachraum für Kunstunterricht umgebaut.

## Persönlichkeiten

### Söhne und Töchter der Stadt
- Henry Richter (1838–1916), römisch-katholischer Geistlicher, Bischof von Grand Rapids
- Ferdinand von Dincklage (1839–1906), Reichsgerichtsrat
- Johannes Heinrich Kramer (1905–1975), Physiker, Professor
- Franz Rudolf Faber (1919–2010), Psychotherapeut, Träger des Bundesverdienstkreuzes am Bande.[23]
- Josefa Trumme, geborene Hausfeld (1919–2017), Hausfrau

### Persönlichkeiten, die vor Ort gewirkt haben
- Anton Pohlmann (* 1939), lebte und wirkte in den 1980er und 1990er Jahren in Neuenkirchen-Vörden und erlangte als sogenannter „Hühnerbaron“ zweifelhaften Ruhm.